# Canthon lituratus
Canthon lituratus là một loài bọ cánh cứng trong họ Bọ hung (Scarabaeidae).